# Mina Río Huaypetue
La mina Río Huaypetue es una gran mina a cielo abierto en el sudeste de Perú para la extracción de oro, dentro de la Región de Cusco y cerca de la frontera con el Madre de Dios y las regiones de Puno. 
Se ha estimado que en el pico de producción en 1998, alrededor del 2% de la producción mundial anual de oro puede haber venido de Huaypetue.
Debido a la lejanía de la zona de la amazonia peruana, donde se encuentra la mina, las operaciones mineras no están bien reguladas, con casos de explotación infantil y contaminación. De acuerdo con algunos informes, niños de tan sólo 12 trabajan en las minas, con funcionarios de gobierno describen las condiciones análogas a la esclavitud y la estimación de que en algunos sectores, el 50% de los trabajadores son niños menores de 18 años. Las condiciones de trabajo son duras de 10 a 12 horas al día y muchos trabajadores sufren de malnutrición. Como parte del proceso de extracción, el mercurio se utiliza para separar el oro. Los niños expuestos a la sustancia sufren el riesgo de daño cerebral.
Las operaciones de minería a cielo abierto han tendido a cubrir más de 100 km², un área previamente cubierta por bosque primario. La contaminación por mercurio de las minas está muy extendida, lo que representa un riesgo para los peces y otra vida acuática aguas abajo de la mina. La sedimentación y la escorrentía de la mina puede ser rastreada por cientos de kilómetros a lo largo del río.